# 楊枝起
楊枝起（？年—？年），號扶曦，南直隶松江府金山卫人。明末政治人物。

## 生平
崇祯三年（1630年）庚午科应天府乡试第七十一名舉人，崇祯七年（1634年）甲戌科三甲一百四名进士，吏部观政，本年授湖广湘阴县知县，十四年升兵部武选司主事，十五年考选户科給事中，次年被革职。十七年京师陷落，被关入狱。三月十一日李自成召见，授予文諭院掌選官职。因脚伤不能行走，不久闯军败退，遇到入京的清军。

## 家族
曾祖楊杞，祖楊世元，父楊棠邑，庠生。子楊瑄，康熙丙辰進士。